# Piliocalyx francii
Piliocalyx francii är en myrtenväxtart som beskrevs av André Guillaumin. Piliocalyx francii ingår i släktet Piliocalyx och familjen myrtenväxter.
Artens utbredningsområde är Nya Kaledonien. Inga underarter finns listade i Catalogue of Life.